# Craugastor decoratus
Craugastor decoratus là một loài ếch trong họ Leptodactylidae. Chúng là loài đặc hữu của México.
Các môi trường sống tự nhiên của chúng là các khu rừng vùng núi ẩm nhiệt đới hoặc cận nhiệt đới, vùng đồng cỏ, và vườn nông thôn. Loài này đang bị đe dọa do mất môi trường sống.